# San Carlos Park
San Carlos Park est une census-designated place du comté de Lee, dans l'État de Floride, aux États-Unis,. En 2020, elle compte une population de 18 563 habitants.